# Meteorologiåret 2009

## Händelser

### Januari
- 3 januari - Ett intensivt åskväder dödar 18 personer och drabbas omkring 2 000 hushåll i KwaZulu-Natal, Sydafrika. Hemmen skadas svårt, och stormen beskrivs som den "värsta i mannaminne".[1]
- 30 januari – I Scamander, Tasmanien, Australien uppmäts temperaturen + 42.2°C, vilket blir Tasmaniens högst uppmätta temperatur någonsin [2].

### Februari
- 2 februari - Det värsta snöovädret på över 19 år, drabbar London, England, Storbritannien med omnejd.
- 7 februari - Allvarliga bränder i Victoria, Australien utbryter efter torka och värmebölja. I Hopetoun uppmäts temperaturen +  48.5°, vilket blir Victorias högst uppmätta temperatur någonsin [2].

### Mars
- 20 mars – I Kirkja, Färöarna uppmäts temperaturen + 16.1 °C, vilket blir Färöarnas högst uppmätta temperatur för månaden [3].

### April
- April
  - Med medeltemperaturen + 9,5 °C tangerar Florida vid Bergen Norge rekord för varmaste aprilmånad någonsin från 1937, vilket redan tangerats 2004 [4].
  - Ogestad i Sverige blir första svenska väderstation att inte notera någon nederbörd alls sedan augusti 2002 [5].

### Juni
- Juni - Översvämningar drabbar flera delar av centrala och sydöstra Europa.

### Augusti
- 7 augusti - Tyfonen Morakot slår till mot Taiwan, dödar 500 personer och drabbar över 1 000 fler i Taiwans värsta översvämning på ett halvt sekel.[6]
- 13 augusti - En extrem hagelstorm drabbar Trollhättan, Sverige med omnejd.[7]

### September
- 24 september - En intensiv hagelskur drabbar Södertälje, Sverige.

### Oktober
- Oktober
  - Fyra personer omkommer i ett oväder, som på morgonen drar in över södra och mellersta Sverige.
  - Naimakka och Hemavan Sverige upplever sin torraste novembermånad sedan 1974 [8].
- 3 oktober - Omkring 50 personer omkommer när en våldsam storm drar in över den italienska ön Sicilien.

### November
- 13 november -  Våldsamma skyfall drabbar Argentinas huvudstad Buenos Aires, där omkring 60 millimeter regn faller över staden inom loppet av en timma.
- 18 november - En våldsam storm drar in över Danmark och de södra delarna av Sverige och skapar stora materiella skador på flera ställen. Lilla Bältbron och Öresundsbron stängs för trafik [9].

### December
- December - Köldvåg i Europa. Från mitten av december dominerades Sveriges väder av högtryck som höll de vanliga lågtrycken borta till största delen. Det gav minusgrader under längre perioder långt ner i de södra delarna av landet.[10]. Sedermera går Stockholm genom januari utan en enda temperatur över 0 °C [11].
- 1 december - Ett oväder i kombination med tidvatten, leder till att stora delar av den italienska staden Venedig översvämmas av vattenmassor.
- 7-18 december - FN:s klimatkonferens hålls i Köpenhamn, Danmark.
- 24 december
  - Hela Danmark upplever en så kallad "vit jul" [12].
  - Med 5.2 inch upplever Minnesota, USA sin snöigaste julafton någonsin [13].
- 25 december
  - En officiell "vit jul" inträffar i Storbritannien med snö spridd i många delar [14].
  - En typiskt "vit jul" inträffar i Sverige [15].

## Avlidna
- 24 december – George Cowling, brittisk meteorolog.

### Fotnoter
1. ↑  Ahira Sanchez-Lugo (17 februari 2009). ”Global Hazards and Significant Events: Januari 2009”. National Climatic Data Center. http://www.ncdc.noaa.gov/oa/climate/research/2009/jan/hazards.html. Läst 15 juli 2009.
2. 1 2  ”Australian Temperature Extremes”. Bureau of Meteorology. 1 april 2009. http://www.bom.gov.au/climate/extreme/records/national.pdf. Läst 4 februari 2011.
3. ↑  DMI
4. ↑  MET
5. ↑  SMHI
6. ↑  Foster, Peter (16 augusti 2009). ”Taiwan president under fire for go it alone handling of typhoon accepts US aid”. London: Telegraph. http://www.telegraph.co.uk/news/worldnews/asia/taiwan/6038112/Taiwan-president-under-fire-for-go-it-alone-handling-of-typhoon-accepts-US-aid.html. Läst 16 augusti 2009.
7. ↑  ”Aftonbladet”. 14 augusti 2009. http://www.aftonbladet.se/nyheter/article5641923.ab. Läst 11 april 2011.
8. ↑  SMHI Arkiverad 4 januari 2014 på WebCite
9. ↑  Sydsvenskan 18 november 2009 - Stormen har nått Skåne Arkiverad 5 januari 2010 hämtat från the Wayback Machine.
10. ↑  ”[[SMHI]]: Vintern 2009/2010 i siffror”. Arkiverad från originalet den 14 februari 2010. https://web.archive.org/web/20100214094146/http://www.smhi.se/klimatdata/vintern-2009-2010-i-siffror-1.9643. Läst 21 februari 2010.
11. ↑  SMHI
12. ↑  DMI
13. ↑  - Minnesota Climatology Working Group  Arkiverad 26 maj 2011 hämtat från the Wayback Machine.
14. ↑  Met Office Arkiverad 30 december 2010 hämtat från the Wayback Machine.
15. ↑  SMHI